# أعمال شغب سجن غواياكيل (نوفمبر 2021)
أعمال شغب سجن غواياكيل وقعت في 13 نوفمبر 2021 في سجن ليتورال في غواياكيل الإكوادور، مما أسفر عن مقتل ما لا يقل عن 68 شخصًا وإصابة 25.

## الشغب
بدأت أعمال العنف بعد الإفراج عن زعيم العصابات في سجن «تيجورونيس» بعد أن قضى جزءًا من عقوبته لسرقة قطع غيار سيارات، شعرت العصابات الأخرى في السجن بالضعف وقررت شن هجوم على تيجورونيس. تم شن الهجوم في الساعة 7:00 مساءً بالتوقيت المحلي عندما حاول السجناء دخول الجناح 2 من السجن حيث تم احتجاز 700 من أعضاء «تيجورونيس» عن طريق حفر ثقوب في الجدران بالديناميت. استخدم السجناء المناجل والبنادق والعبوات الناسفة لقتل منافسيهم، كما أشعلت عدة حرائق. بحلول نهاية أعمال الشغب قُتل 65 سجينًا وجُرح 25.